# 宋克湘
宋克湘（1936年—），曾用名世魁，男，土家族，湖南保靖人，中华人民共和国政治人物，曾任第七届全国人大代表，第八、九届全国政协委员。